# Homem-Formiga e a Vespa: Quantumania
Ant-Man and the Wasp: Quantumania (bra/prt: Homem-Formiga e a Vespa: Quantumania) é um filme estadunidense de super-herói de 2023 baseado nos personagens Homem-Formiga e Vespa, da Marvel Comics. Produzido pelo Marvel Studios e distribuído pela Walt Disney Studios Motion Pictures, é a sequência de Ant-Man and the Wasp (2018) e o trigésimo primeiro filme do Universo Cinematográfico Marvel. O filme é dirigido por Peyton Reed a partir do roteiro de Jeff Loveness, e é estrelado por Paul Rudd como Scott Lang e Evangeline Lilly como Hope van Dyne, junto com Jonathan Majors, Kathryn Newton, David Dastmalchian, Katy O'Brian, William Jackson Harper, Bill Murray, Michelle Pfeiffer, Corey Stoll e Michael Douglas. No filme, Scott e Hope são transportados para o Reino Quântico junto com sua família e enfrentam Kang, o Conquistador.
Os planos para um terceiro filme do Homem-Formiga foram confirmados em novembro de 2019, com Reed e Rudd retornando. Loveness foi contratado em abril de 2020, com o desenvolvimento do filme começando durante a pandemia de COVID-19. O título do filme e os novos membros do elenco foram anunciados em dezembro de 2020. As filmagens na Turquia começaram no início de fevereiro de 2021, enquanto as filmagens adicionais ocorreram em São Francisco em meados de junho, antes das filmagens começando no final de julho no Pinewood Studios, em Buckinghamshire e terminando em novembro.
Ant-Man and the Wasp: Quantumania foi lançado mundialmente em Los Angeles, em 6 de fevereiro de 2023, e foi lançado nos Estados Unidos em 17 de fevereiro de 2023 como o primeiro filme da Fase Cinco do UCM. Recebeu avaliações mistas dos críticos, que elogiaram suas performances (particularmente as de Rudd, Majors e Pfeiffer), efeitos visuais e trilha sonora, mas criticaram seu enredo, roteiro e desvios tonais dos capítulos anteriores da franquia. O filme arrecadou 476 milhões de dólares em todo o mundo, tornando-se o oitavo filme de maior bilheteria de 2023.

## Enredo
Durante seus dias de aprisionamento no Reino Quântico, Janet van Dyne encontra Kang, um viajante exilado. Nos dias atuais, após a Batalha da Terra, Scott Lang se tornou um memorialista de sucesso e vive feliz com sua namorada, Hope van Dyne. A filha agora adolescente de Scott, Cassie, tornou-se uma ativista política, resultando em um relacionamento tenso com o pai.
Ao visitar os pais de Hope, Hank Pym e Janet, Cassie revela que está trabalhando em um dispositivo que pode fazer contato com o Reino Quântico. Ao saber disso, Janet entra em pânico e desliga o dispositivo, mas a mensagem é recebida, resultando em um portal que se abre e puxa os cinco para o Reino Quântico. Scott e Cassie são encontrados por nativos que estão se rebelando contra seu governante, enquanto Hope, Janet e Hank exploram uma cidade em expansão para obter respostas.
Hope, Janet e Hank se encontram com Lord Krylar, um ex-aliado de Janet, que revela que as coisas mudaram desde que ela partiu, e que agora ele está trabalhando para Kang, que agora é o governante do reino. Os três são forçados a fugir e roubar a nave de Krylar. Os Langs são informados pela líder dos rebeldes, Jentorra, que o envolvimento de Janet com Kang é indiretamente responsável por sua ascensão ao poder. Os rebeldes logo são atacados pelas forças de Kang lideradas por M.O.D.O.K., que revela ser Darren Cross, tendo sobrevivido à sua aparente morte nas mãos de Scott.
A bordo da nave de Krylar, Janet confessa a Hope e Pym porque ela não queria mais nada com o Reino Quântico; Kang afirmou que ambos poderiam escapar do Reino se ela pudesse ajudá-lo a reconstruir seu Núcleo de Poder Multiversal. Depois que eles conseguem consertá-lo, Janet tem uma visão de Kang conquistando e destruindo linhas do tempo inteiras. Kang revela que foi exilado por suas próprias variantes por medo, o que leva Janet a se voltar contra ele. Superada por Kang, Janet usa suas Partículas Pym para aumentar o Núcleo de Energia e torná-lo inutilizável. Kang, tendo recuperado seus poderes, acabou conquistando o Reino Quântico posteriormente.
Os Langs são levados até Kang, que exige que Scott ajude a recuperar seu núcleo de poder ou então ele matará Cassie. Scott é levado ao local do núcleo e encolhe. Ele quase se afogou em um mar de variantes de si mesmo, mas Hope chega e o ajuda a pegar o núcleo de poder. No entanto, Kang desiste do acordo, capturando Janet e destruindo sua nave com Hank nela. Depois de ser resgatado por suas formigas, que também foram puxadas para o Reino Quântico, evoluíram rapidamente e se tornaram hiperinteligentes, Hank ajuda Scott e Hope a ir atrás de Kang. Cassie resgata Jentorra e elas iniciam uma revolta contra Kang e seu exército. Durante a luta, Cassie apela para M.O.D.O.K., que o convence a mudar de lado e lutar contra Kang, embora isso lhe custe a vida.
Janet conserta o núcleo de poder enquanto ela, Hank, Hope e Cassie saltam por um portal para casa, mas Kang ataca Scott, quase o derrotando. Hope retorna e, junto com Scott, destrói o núcleo de poder e joga Kang nele, fazendo-o cair no esquecimento. Cassie reabre o portal do lado dela para Scott e Hope voltarem para casa. Enquanto Scott felizmente retoma sua vida, ele começa a repensar o que lhe foi dito sobre a morte de Kang ser o início de algo terrível acontecendo, mas ignora isso.
Em uma cena no meio dos créditos, Immortus, Rama-Tut e Centurião reúnem o Conselho dos Kangs para discutir a morte do Conquistador e planejar sua revolta, preocupados com o crescente interesse dos heróis da Terra-616 pelo Multiverso. Em uma cena pós-créditos, Loki e Mobius M. Mobius localizam outra variante de Kang chamada Victor Timely nos anos 1900.

## Elenco
- Paul Rudd como Scott Lang / Homem-Formiga:
Um Vingador e ex-presidiário que adquiriu um traje que lhe permite diminuir ou aumentar o seu tamanho, enquanto aumenta a sua força.[8] Após os eventos de Avengers: Endgame (2019), Scott tornou-se uma celebridade conhecida do público, além de autor dum livro autobiográfico intitulado Look Out for the Little Guy, que conta uma versão diferente de como ele ajudou a salvar o universo de Thanos em Endgame.[9][10]
- Evangeline Lilly como Hope van Dyne / Vespa:
A filha de Hank Pym e Janet van Dyne, que recebeu um traje semelhante ao manto de Vespa de sua mãe.[11] Ela atua como chefe da Fundação Pym van Dyne, que usa as Partículas Pym para esforços humanitários.[12] Lilly disse que o filme exploraria como a personagem lida com suas "fragilidades e vulnerabilidades", continuando como Ant-Man and the Wasp (2018) mostrou o quão poderosa e capaz ela era.[10]
- Jonathan Majors como Kang, o Conquistador:
Um "adversário multiversal que viaja no tempo" preso no Reino Quântico, que precisa das Partículas Pym para colocar sua nave e um dispositivo online que lhe permite ir a qualquer lugar e a qualquer tempo.[13][14][15] Kang é uma variante do personagem Aquele Que Permanece, o criador da Autoridade de Variância Temporal (AVT) introduzido na primeira temporada de Loki (2021).[13] Kang foi descrito pelo roteirista principal de Loki, Michael Waldron, como o "próximo grande vilão do crossover" para o UCM;[13] O roteirista de Rick & Morty e Quantumania, Jeff Loveness, também o descreveu como um vilão dos Vingadores de primeira linha.[16] Majors disse que Kang é diferente de Aquele Que Permanece, que não está em Quantumania, com uma psicologia alterada, retratando Kang diferente de Aquele Que Permanece devido aos diferentes personagens que o cercam, e fazendo a transição de uma série para um filme.[17] Ele foi atraído pelo "personagem e dimensões" de Kang e pelo potencial que se lhe apresentou como ator, observando que Kang seria um tipo de vilão diferente do que Erik Killmonger e Thanos foram,[18] assim como a possibilidade de interpretar um vilão complexo sobre o qual todos devem ter cuidado, semelhante a Iago na tragédia Otelo, de William Shakespeare.[19] Loveness queria se concentrar em Kang como um ser humano, explorando sua humanidade e vulnerabilidade como um personagem "muito solitário" antes de atingir "as alturas apocalípticas da escala dos Vingadores". Ele comparou isso com Thanos ao não criá-lo inteiramente a partir de imagens geradas por computador, e disse que Kang seria "Thanos em um nível exponencial".[16] Ele também disse que, como o conceito de viagem no tempo já havia sido explorado em Endgame, ele teve que ampliar sua abordagem para Kang para se concentrar mais no multiverso, sua dimensionalidade e sua "liberdade ilimitada" de seu tempo, e como diferentes versões do personagem iriam destruí-lo e torná-lo seu.[20] Loveness pesquisou as diferentes versões de Kang dos quadrinhos, como Rama-Tut e o Centurião Escarlate, e o descreveu como uma "cobra infinita comendo caudas infinitas" por ser "um homem literalmente em guerra contra si mesmo".[21] O diretor Peyton Reed comparou-o a Alexandre, o Grande, como ponto de referência para Majors,[15] que também encontrou inspiração em Gengis Khan e Júlio César. Majors disse que Kang seria o "supervilão dos supervilões" e procurou contrastar Tony Stark / Homem de Ferro, a quem chamou de "super-herói dos super-heróis".[22] Majors ganhou 10 libras (4,5 kg) de músculo para o papel, concentrando-se no treinamento de força e condicionamento.[18] Reed disse que Quantumania mostraria um "sabor diferente" da abordagem de Majors para as versões alternativas de Kang e explicou que Kang "tem domínio ao longo do tempo", chamando-o de guerreiro, estrategista e um "antagonista de todos os tempos" em comparação com os antagonistas do filmes anteriores do Homem-Formiga como uma "força da natureza".[23] Devido ao seu trabalho com o tempo, Kang não vive uma vida linear.[19]
  - Majors também interpreta inúmeras variantes do Kang dentro do Conselho dos Kangs, incluindo Immortus, Rama-Tut e Centurião, assim como a variante Victor Timely.[24][25]

- Kathryn Newton como Cassie Lang:
A filha de Scott Lang que adquire um traje parecido com o do pai.[9] Ela tem aptidão científica e interessa-se pelas anotações antigas de Pym e aprende mais sobre a ciência e a tecnologia do Reino Quântico. O diretor Peyton Reed disse que queria desenvolver ainda mais o relacionamento entre Cassie e Scott, já que foi fundamental para os filmes anteriores do Homem-Formiga.[19] Foi retratada como uma criança por Abby Ryder Fortson nos filmes anteriores e como uma adolescente por Emma Fuhrmann em Endgame.[26]
- David Dastmalchian como Veb: Uma criatura parecida com uma geléia que vive no Reino Quântico. Dastmalchian interpretou Kurt anteriormente nos dois primeiros filmes do Homem-Formiga.[27]
- Katy O'Brian como Jentorra: Uma guerreira da liberdade tentando corrigir as injustiças enfrentadas pelas comunidades no Reino Quântico.[28][29]
- William Jackson Harper como Quaz: Um telepata que vive no Reino Quântico.[28]
- Bill Murray como Lorde Krylar:
O governador da pródiga comunidade de Axia no Reino Quântico,[30] que tem uma história com Janet van Dyne no Reino Quântico.[31][32] Reed acreditava que o personagem de Murray representava o passado de uma pessoa "sempre encontrando uma maneira de aparecer novamente" e o tema do filme de segredos entre membros da família e como cada um deles é afetado por eles.[19]
- Michelle Pfeiffer como Janet van Dyne: A esposa de Pym, a mãe de Hope e a Vespa original, que ficou perdida no reino quântico por 30 anos.[33]
- Corey Stoll como Darren Cross / M.O.D.O.K.:
O ex-pupilo de Hank que foi reduzido ao tamanho subatômico no Reino Quântico durante os eventos de Ant-Man (2015) e se tornou um indivíduo mutante ciberneticamente aprimorado com uma cabeça enorme conhecida como M.O.D.O.K.[34][9] Loveness descreveu a personagem como um cruzamento entre Otto West de A Fish Called Wanda (1988) e Frank Grimes do episódio "Homer's Enemy" da oitava temporada dos Os Simpsons. Loveness sentiu M.O.D.O.K. ser seu personagem favorito no filme porque eles lhe colocaram um "pequeno extra" que pode desagradar alguns fãs devido a ser fiel ao visual e design do personagem do material de origem. Ao longo do filme, o ego de M.O.D.O.K. desmorona sempre que ele é desafiado, mas como Otto West, mata facilmente como um "verdadeiro descontrolado".[35]
- Michael Douglas como Dr. Hank Pym:
Um ex-agente da S.H.I.E.L.D., entomologista e físico, que se tornou o Homem-Formiga original após criar o traje.[11] No filme, Pym foi escrito para ser mais "relaxado" do que nas aparições anteriores, já que ele está mais focado em se reencontrar com Janet do que em seu trabalho. Como resultado, Broussard descreveu Pym como "um pouco mais seguro sobre si" e "não olhando para todos os lados". Loveness acreditava que o fascínio de Pym pelas formigas, uma característica mencionada apenas comicamente anteriormente, era uma marca registrada da crítica do personagem e, portanto, decidiu expandi-la no filme. Broussard sentiu que a expansão era "uma coisa estranha ... mas também incrível ... um pouco de reconhecimento de ... uma estranha obsessão por esse cara que domina isso".[36]

Além disso, Randall Park reprisa seu papel como o agente do FBI, Jimmy Woo, junto com Gregg Turkington como Dale, o gerente de uma loja Baskin-Robbins para a qual Scott trabalhou, de Ant-Man.  Ruben Rabasa aparece como atendente de uma cafeteria. Um homem pedindo a Scott uma foto com seu cachorro é interpretado por Mark Oliver Everett, vocalista da banda de rock Eels, cujo pai era o físico quântico Hugh Everett III e o criador da interpretação de muitos mundos da teoria quântica. A cena pós-créditos do filme apresenta participações especiais não creditadas de Tom Hiddleston e Owen Wilson, reprisando seus respectivos papéis como Loki e Mobius M. Mobius de Loki.

## Produção

### Desenvolvimento
Antes do lançamento de Ant-Man and the Wasp (2018), Peyton Reed disse que havia "muito com o que brincar" com elementos desse longa em um potencial terceiro filme da franquia. Ele destacou o Reino Quântico, que foi apresentado em Ant-Man (2015) e mais explorado em Ant-Man and the Wasp; Reed disse que eles estavam "apenas colocando os pés no chão" para os filmes anteriores. Reed acrescentou que ele e o Marvel Studios estavam esperançosos sobre um terceiro filme e discutiram potenciais pontos da história para a tal sequência. Em fevereiro de 2019, o ator Michael Douglas confirmou que havia ocorrido discussões informais sobre uma sequência de Ant-Man and the Wasp, embora na época Evangeline Lilly não houvesse ouvido falar de nenhum plano para sua personagem, Hope van Dyne / Wasp, após Avengers: Endgame (2019). Lilly afirmou que "Hope está no meio da jornada. Não acho que a jornada dela tenha acabado". Naquele mês de outubro, Michelle Pfeiffer expressou interesse em reprisar seu papel de Janet van Dyne em uma sequência, enquanto o presidente do Marvel Studios, Kevin Feige, foi questionado sobre o futuro de Scott Lang / Homem-Formiga de Paul Rudd no Universo Cinematográfico Marvel (UCM), após Endgame, e respondeu que "as peças de xadrez foram organizadas com muito propósito" no final do filme, com algumas retiradas "do tabuleiro" e outras, como o Homem-Formiga, "ainda no [tabuleiro, então] nunca se sabe". Rudd foi questionado se voltaria ao papel, seja em um terceiro filme do Homem-Formiga ou como parte da franquia do UCM de outro herói, e disse que ambas as opções foram discutidas.
Reed assinou oficialmente para dirigir o terceiro filme do Homem-Formiga no início de novembro de 2019. Rudd foi confirmado para estrelar como Lang, com Lilly e Douglas também retornando. As filmagens estavam programadas para começar em janeiro de 2021 para uma provável data de lançamento em 2022. Reed foi contratado novamente, apesar do interesse da Marvel em novos cineastas trazerem diferentes tomadas a seus heróis para cada filme, porque os executivos sentiram que ele tinha "uma compreensão real do universo do Homem-Formiga e queriam vê-lo retornar para encerrar sua trilogia". Jeff Loveness foi contratado para escrever o roteiro do filme durante "os primeiros dias do fechamento de Hollywood" devido à pandemia de COVID-19, e ele começou a trabalhar no roteiro em abril de 2020. Naquele ponto, não estava mais claro quando a produção do filme começaria devido aos efeitos da pandemia em todas as produções cinematográficas. Em agosto de 2020, Reed confirmou que o desenvolvimento do filme continuava durante a pandemia. Ele disse que Lilly continuaria tendo o mesmo faturamento no filme ao lado de Rudd, pois ela é "uma parte muito, muito importante" da parceria entre o Homem-Formiga e a Vespa, apesar dos rumores de que seu papel seria reduzido após comentários polêmicos sobre o pandemia. Reed acrescentou que a história para o filme havia sido "decifrada", embora "nada [era] oficial ainda", e disse que o terceiro filme seria um "filme maior e mais extenso do que os dois primeiros [com] modelo visual diferente". Reed afirmou que queria explorar ainda mais o Reino Quântico no filme como um "empreendimento massivo de construção de mundo" e comparou seu design com a fotografia de microscópio eletrônico, as edições da revista Heavy Metal das décadas de 1970 e 1980 e seus artistas de capa de ficção científica favoritos como Jean Giraud para o realismo fantástico. O produtor da Marvel Studios, Brian Gay, disse que o filme "pareceria uma verdadeira mudança" dos dois primeiros filmes e seria uma grande aventura. O colega executivo da Marvel Studios, Stephen Broussard, estava produzindo o filme ao lado de Feige.

### Pré-produção
Em setembro de 2020, Jonathan Majors foi escalado para um "papel principal" para o filme, que foi revelado ser Kang, o Conquistador. Como o ator escalado como Kang primeiro retrataria uma versão alternativa do personagem, chamada Aquele Que Permanece, na série do Disney+, Loki, Kate Herron e Michael Waldron—a diretora e o roteirista principal da primeira temporada de Loki, respectivamente—estiveram envolvidos na escalação de Majors, além de Reed e os executivos do Marvel Studios; A Marvel Studios estava ansiosa para trabalhar e escalar Majors depois de ver sua atuação em The Last Black Man in San Francisco (2019), com Reed apoiando muito a contratação de Majors. Majors foi escalado para o papel sem uma audição, e mais tarde observou que esteve envolvido no filme "desde o início" antes de se juntar a Loki. Reed estava interessado em ter o Homem-Formiga e a Vespa enfrentando um inimigo formidável no filme, acreditando que Kang era um "de todos os tempos" da Marvel Comics, como Loki e Doutor Destino.
Em novembro, as filmagens deveriam começar em 2021. Em dezembro, Michelle Pfeiffer confirmou seu envolvimento e as filmagens começariam em meados de 2021. Pouco depois, no Dia dos Investidores da Disney, Feige revelou o título do filme como Ant-Man and the Wasp: Quantumania, confirmando o retorno de Rudd, Lilly, Douglas e Pfeiffer, ao lado de Majors como Kang, o Conquistador, e revelou que Kathryn Newton se havia juntado ao filme como Cassie Lang. Emma Fuhrmann, que interpretou a personagem adolescente em Avengers: Endgame, ficou triste com o anúncio de Newton assumindo o papel, pois esperava se envolver no futuro do UCM. Mais tarde, naquele mês, Loveness revelou que entregou o primeiro rascunho do roteiro, e disse que a Marvel usou o surto da pandemia COVID-19 para "fazer algo novo e estranho" com o filme. Loveness foi inspirado por vários filmes de "pai e filha" da década de 1990 estrelados por Steve Martin ou Robin Williams, como Father of the Bride (1991), Hook (1991), e Jumanji (1995), com Loveness sentindo que, por admirar todos aqueles personagens paternos, ele poderia misturar a energia do herói do "pai oprimido" com a simpatia de Rudd para torná-lo uma linha direta para o filme. Broussard descreveu o filme como um filme de "aventura familiar" que se torna "um filme épico de guerra de ficção científica e uma história de amadurecimento". Pfeiffer e Douglas indicaram que o filme seria lançado em 2022.
Em 4 de fevereiro de 2021, o Ministro da Cultura e Turismo da Turquia, Mehmet Ersoy, anunciou que as filmagens haviam começado no país, na região da Capadócia, com a produção programada para rodar também em outras partes do país. No início de março, foi revelado que Tip "T.I." Harris não voltaria como seu personagem Dave dos dois primeiros filmes. Essa notícia veio na mesma época em que alegações de abuso sexual contra Harris e sua esposa Tameka Cottle surgiram no final de fevereiro de 2021, mas a Variety relatou que isso não estava relacionado e Harris nunca foi confirmado para retornar para a sequência. No início de maio de 2021, a Marvel anunciou a data de lançamento do filme para 17 de fevereiro de 2023. Em meados de junho, Rudd e Douglas foram à Inglaterra para se prepararem para as filmagens. As filmagens para capturar imagens externas e placas de fundo ocorreram na Estação Central do Departamento de Polícia de São Francisco em North Beach, São Francisco, nos dias 19 e 20 de junho, com filmagens do interior da estação, da vista externa do prédio e do centro de São Francisco. Em julho, Joanna Robinson, da Vanity Fair, relatou que Corey Stolll iria reprisar seu papel como Darren Cross / Jaqueta Amarela, de Ant-Man, de "alguma forma" em Quantumania. Reed planejava apresentar o comediante Tom Scharpling novamente no filme, depois que suas aparições nos dois filmes anteriores foram cortadas dos lançamentos de cinema; no entanto, a cena em que ele teria sido apresentado foi cortada antes de ser filmada.

### Filmagens
As filmagens começaram em 26 de julho de 2021, no Pinewood Studios, em Buckinghamshire, sob o título provisório "Dust Bunny". William Pope é o diretor de fotografia, enquanto Will Htay foi o designer de produção. O filme utilizará a tecnologia de produção virtual StageCraft da Industrial Light & Magic, que Reed usou enquanto dirigia episódios da série do Disney+, The Mandalorian. As filmagens estavam programadas para começar em janeiro de 2021, mas foram adiadas devido à pandemia de COVID-19. A previsão era que ocorressem entre 31 de maio e 24 de setembro. Will Htay é o designer de produção. Em 16 de setembro, mais de 50 membros da equipe de produções do Pinewood Studios, incluindo de Quantumania, contraíram norovírus após um surto no estúdio. O elenco principal não foi afetado. Em outubro de 2021, o lançamento do filme foi adiado para 28 de julho de 2023. Mais tarde naquele mês, Bill Murray revelou que havia filmado material para um filme da Marvel com Reed, que se acreditava ser Quantumania. Murray explicou que se juntou ao projeto porque gostava de Reed e de seu trabalho em Bring It On (2000), apesar de não estar interessado em filmes de super-heróis, antes de indicar ainda mais seu envolvimento no filme, mas disse que não poderia comentar sobre sua declaração anterior; Murray disse mais tarde que estava interpretando um "cara mau" no filme. As filmagens concluiram-se em novembro de 2021. As filmagens também deveriam ocorrer em Atlanta, e a produção estava programada para mudar com o elenco para São Francisco em 2022.

### Pós-produção
Adam Gerstel e Laura Jennings são os editores do filme, enquanto Jesse James Chisholm é o supervisor de efeitos visuais. Em abril de 2022, o filme voltou à sua data de lançamento de 17 de fevereiro de 2023, trocando de lugar com The Marvels, já que a produção de Quantumania estava mais adiantada. Em setembro de 2022, confirmou-se Randall Park para reprisar seu papel como Jimmy Woo, e Feige chamou o filme de "uma linha direta" para a Fase Cinco e Avengers: The Kang Dynasty (2025), com Majors reprisando seu papel em The Kang Dynasty. Reed afirmou que Quantumania teria um "impacto profundo" no UCM, e que o impacto da aparição de Kang nesse filme foi discutido com Loveness para The Kang Dynasty, que ele também estava escrevendo. Ele também esperava que o filme não fosse visto como um "limpador de paladar" (os dois filmes anteriores seguiram os filmes dos Vingadores), mas, em vez disso, parecesse tão grande quanto um filme dos Vingadores. Gregg Turkington também foi revelado para reprisar seu papel como Dale, o gerente de uma loja Baskin-Robbins, de Ant-Man. Em outubro de 2022, revelou-se que William Jackson Harper apareceria no filme em um papel não revelado, e em novembro, foi revelado que Katy O'Brian estava aparecendo no filme ao lado de David Dastmalchian, reprisando seu papel como Kurt dos dois primeiros filmes, depois que ele disse anteriormente que não estava envolvido em Quantumania. Em janeiro de 2023, revelou-se que Dastmalchian, Harper, O'Brian e Murray estavam interpretando Veb, Quaz, Jentorra e Lorde Krylar, respectivamente, enquanto o personagem de Stoll foi revelado como M.O.D.O.K.. Pequenas refilmagens com Rudd ocorreram até então.
A cena no meio dos créditos mostra a introdução do Conselho dos Kangs, particularmente Immortus, Rama-Tut e Centurião Escarlate. Essas variantes, todas retratadas por Majors, discutem como o Conquistador foi morto e que os Vingadores estão começando a infringir o multiverso e o que eles construíram. Isso leva a centenas de outras variantes de Kang preenchendo uma área, em uma tomada que lembra a primeira aparição do Conselho nos quadrinhos em The Avengers #292. A cena pós-créditos é uma cena da segunda temporada de Loki, com Majors aparecendo como Victor Timely, uma variante Kang, e Tom Hiddleston e Owen Wilson reprisando seus respectivos papéis Loki de Loki e Mobius M. Mobius.

## Trilha sonora
Christophe Beck foi revelado como compositor da trilha em julho de 2022, depois de trabalhar nos dois filmes anteriores, assim como nas séries WandaVision (2021) e Hawkeye (2021). O álbum da trilha sonora foi lançado pela Hollywood Records e Marvel Music em 15 de fevereiro de 2023, com sua primeira faixa, "Theme from Quantumania", lançada como single digital em 12 de fevereiro.

## Marketing
O primeiro material do filme foi exibido na San Diego Comic-Con de 2022, onde Feige, Reed e o elenco promoveram o filme e discutiram os personagens. Outros materiais foram exibidas na D23 em setembro, que Ryan Leston, da IGN, chamou de "um vislumbre intrigante" do filme. Um trailer oficial do filme foi lançado em 24 de outubro de 2022. O trailer tocava a música "Goodbye Yellow Brick Road" de Elton John. Tom Chapman, do Den of Geek, observou que o trailer estava "mais sombrio do que nunca" em comparação com o tom cômico dos dois filmes anteriores do Homem-Formiga e apresentava "pausas dramáticas e pistas musicais tensas", mas sentiu que era "outro teaser trailer do UCM que provoca um pouco demais" para não revelar detalhes importantes, como a ausência do personagem M.O.D.O.K. que foi mostrado no vídeo da D23. Charles Pulliuam-Moore, do The Verge, comparou o trailer ao então próximo filme da Disney, Strange World (2022) e destacou a aparência do Reino Quântico como sendo "bonita e sem sentido", enquanto Owen Williams, da Empire, comparou o Reino Quântico ao planeta de Ego do filme Guardians of the Galaxy Vol. 2 (2017).
Um novo trailer do filme estreou durante o Campeonato Nacional de Playoffs de Futebol Universitário de 2023 em 9 de janeiro, antes de ser lançado online. Daniel Chin, do The Ringer, observou que o trailer revelou "muito" em comparação com o teaser, incluindo o layout do enredo do filme e o primeiro vislumbre em M.O.D.O.K., Chin sentiu que o trailer apresentava "alguns desvios de direção ... mas parece fornecer mais conhecimento avançado do que a Marvel normalmente oferece". Naquele mês, a Heineken lançou um comercial com Rudd para promover sua cerveja sem álcool e o filme. No mês seguinte, a Volkswagen lançou um comercial dirigido por Anthony Leonardi III para promover o filme e seu modelo SUV ID.4. Além disso, o livro de memórias fictício de Scott, Look Out for the Little Guy, foi anunciado para ser publicado pela Hyperion Avenue, criado junto com a Marvel Studios e os cineastas, e estará disponível em 5 de setembro de 2023. Ele apresenta "mais de 20 peças curtas que exploram diferentes aspectos das experiências de Scott" como pai e Vingador, e foi escrito por Rob Kutner e Loveness.

## Lançamento

### Cinema
Ant-Man and the Wasp: Quantumania teve sua estreia mundial no Regency Village Theatre em Westwood, Los Angeles, em 6 de fevereiro de 2023, e foi lançado nos Estados Unidos e na China em 17 de fevereiro de 2023. O filme estava previsto para ser lançado em 2022, antes de ser anunciado oficialmente com lançamento para 17 de fevereiro de 2023, em maio de 2021. Em outubro de 2021, foi adiado mais uma vez para julho de 2023, e voltou à data de fevereiro de 2023, em abril de 2022. É o primeiro filme da Fase Cinco do UCM.

### Home vídeo
O filme foi lançado pelaWalt Disney Studios Home Entertainment em download digital em 18 de abril de 2023 e está programado para ser lançado em Ultra HD Blu-ray, Blu-ray e DVD em 16 de maio de 2023. O filme foi lançado no Disney+ em 17 de maio de 2023, com uma versão IMAX Enhanced também disponível.

## Recepção

### Bilheteria
Até 6 de março de 2023, Ant-Man and the Wasp: Quantumania arrecadou 214,4 milhões de dólares nos Estados Unidos e Canadá e 261,6 milhões de dólares em outros territórios, para um total mundial de 476 milhões de dólares.
Em janeiro de 2023, Ant-Man and the Wasp: Quantumania foi projetado para arrecadar 120 milhões de dólares na América do Norte durante o fim de semana de abertura de quatro dias do Dia dos Presidentes. No mês seguinte, foi projetado para estrear com 105–110 milhões de dólares no mercado interno e 280 milhões de dólares globalmente em seu fim de semana de estreia. O filme arrecadou cerca de 46 milhões de dólares no primeiro dia, incluindo 17,5 milhões de dólares nas pré-estreias de quinta-feira, que começou às 15h. Estreou com 105,5 milhões de dólares (e um total de 120 milhões de dólares no período de quatro dias), marcando a melhor abertura da franquia do Homem-Formiga e a terceira melhor para um lançamento em fevereiro, atrás de Black Panther (242,1 milhões de dólares em 2018) e Deadpool (152,1 milhões de dólares em 2016). O filme em sua segunda semana de lançamento registrou uma queda de 69% na venda de ingressos, sendo US$ 32 milhões a menos na América do Norte, a maior queda nas vendas domésticas de segunda semana de qualquer filme do Universo Cinematográfico Marvel. Em seu terceiro fim de semana, o filme arrecadou 12,4 milhões de dólares, uma queda de 61%.
Fora dos Estados Unidos e Canadá, o filme arrecadou 121,3 milhões de dólares no fim de semana de estreia. Em seu segundo fim de semana, o filme arrecadou 46,4 milhões de dólares, uma queda de 57%, e permaneceu como o filme não local número um na maioria dos mercados. O filme arrecadou 22 milhões de dólares em 52 mercados em seu terceiro fim de semana, com uma queda de 53%. Os 5 principais mercados até o momento são China (36,9 milhões de dólares), Reino Unido (20,7 milhões de dólares), México (16,3 milhões de dólares), Coréia (12,3 milhões de dólares) e França (11,2 milhões de dólares).

### Crítica
No site agregador de resenhas Rotten Tomatoes o filme tem um índice de aprovação de 46%, com uma nota média de 5,6 (de 10), baseado em 395 avaliações. O consenso dos críticos do site diz: "Ant-Man and the Wasp: Quantumania carece principalmente da centelha de diversão que elevou as aventuras anteriores, mas Kang de Jonathan Majors é um vilão emocionante pronto para alterar o curso do UCM". Já no site Metacritic, o filme tem uma nota média de 48 de 100, baseado em 61 avaliações, indicando "recepção mista ou mediana". O público pesquisado pelo CinemaScore deu ao filme uma nota média de "B" em uma escala de A+ a F, e os entrevistados pelo PostTrak relataram que 75% dos membros do público deram ao filme uma pontuação positiva, com 60% dizendo que definitivamente o recomendariam.
Owen Gleiberman, da Variety, criticou o filme, chamando-o de "ao mesmo tempo divertido e entorpecente" e afirmando "... se é assim que a Fase 5 se parece, Deus nos salve das Fases 6, 7 e 8". Caryn James, da BBC, afirma que este filme tem "o próximo grande vilão da Marvel, mas fora isso, não tem nada a oferecer além de uma ação monótona". Wendy Ide, do The Guardian, chamou a atuação de Majors de "núcleo magnético" do filme, mas disse que no geral o filme era "desconcertante e ilógico". Ross Bonaime, do Collider, também elogiou o desempenho de Majors, escrevendo que ele "é um excelente vilão, que traz nuances e sutilezas ao seu personagem ... Majors torna esse personagem [Kang] agradável no começo, mas também nunca esconde a ameaça e o terror que ele pode causar a qualquer momento". Dando ao filme um B-, Bonaime afirmou: "Quantumania é um começo promissor, mas instável para a Fase 5 do Universo Cinematográfico Marvel, é uma pena que venha por causa do carinha". Frank Scheck, do The Hollywood Reporter, elogiou Majors por "trazer seriedade real" ao filme e investir "sua atuação com uma quietude e ambivalência tão cativantes que você fica nervoso a cada momento que ele está na tela". Scheck também elogiou Pfeiffer, escrevendo que ela "é fantástica em seu papel expandido, tendo a oportunidade de ser uma heroína durona e tirar o máximo proveito disso". Manohla Dargis, do The New York Times, sentiu que Pfeiffer, Majors e Douglas eram as "estrelas mais verdadeiras deste show", mas sentiu que o filme geral era "ocupado, barulhento e totalmente sem inspiração".
Richard Roeper, do Chicago Sun-Times, avaliou o filme com três de quatro estrelas, escrevendo que é um "filme MCU de nível intermediário, com sequências de batalha decentes o suficiente e alguns visuais bacanas". Leah Greenblatt, da Entertainment Weekly, classificou o filme como B+, concluindo: "Em pouco mais de 120 minutos, porém — um piscar de olhos no tempo da Marvel — este Homem-Formiga é inteligente o suficiente para ser divertido e sábio o suficiente para não demorar demais. Afinal, quem melhor entende os benefícios de mantê-lo pequeno?". Michael Phillips, do Chicago Tribune, deu ao filme duas estrelas de quatro, afirmando que é "menos divertido e visualmente berrante. As piadas descartáveis dos filmes anteriores e a aversão bem-vinda à solenidade brutal foram largamente abandonadas em favor de coisas intermináveis de ultimato e construção de mundo digital estranhamente cafona no Reino Quântico". Da mesma forma, David Sims, do The Atlantic, comparou o filme com desaprovação às duas primeiras entradas, escrevendo em sua crítica: "Essa esperteza, combinada com a estupidez de efeito especial de pessoas e objetos ficando grandes e pequenos, impulsionou a série — e basicamente foi descartado aqui, substituído por um monte de confrontos celestiais entre Kang e o Homem-Formiga. Sempre que Quantumania se permite ficar um pouco bobo, ele está em uma forma muito melhor".

### Reconhecimentos
Ant-Man and the Wasp: Quantumania recebeu uma indicação de Melhor Supervisão Musical em um Trailer – Filme no Guild of Music Supervisors Awards de 2023.

## Futuro
Em junho de 2015, Reed propôs um filme prequela focado em uma versão mais jovem de Hank Pym, uma ideia pela qual Douglas expressou interesse em junho de 2018. Em fevereiro de 2023, Douglas afirmou que estaria interessado em retornar para um quarto filme, se isso significasse mostrar a morte de Pym, enquanto Broussard disse que as discussões já estavam ocorrendo na Marvel Studios sobre um quarto filme.